# Bactérie phytopathogène

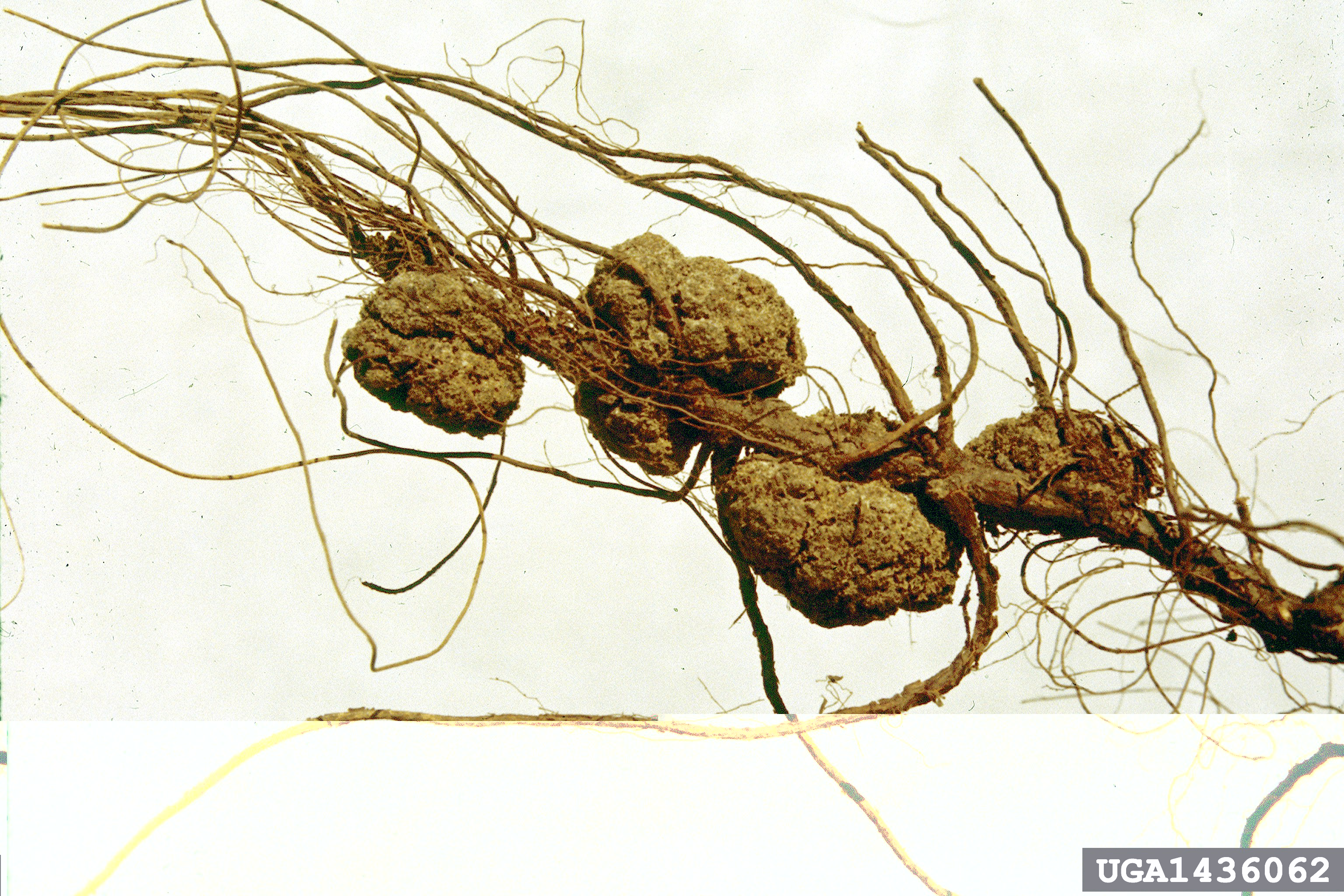
Galles provoquées par Agrobacterium tumefaciens sur racines de Carya illinoensis.

Les bactéries phytopathogènes sont des bactéries responsables de maladies bactériennes ou bactérioses chez les végétaux.
Vivant en parasites sur les plantes sauvages ou cultivées, les bactéries provoquent, entre autres, chancres et pourriture molles.
Alors que chez l'Homme et les animaux, les bactéries sont la principale cause de maladies, le nombre d'espèces de bactéries phytopathogènes est estimé à une centaine et reste très secondaire comparé à celui des espèces de champignons et pseudochampignons phytopathogènes qui serait supérieur à 10000. Néanmoins l'impact économique des maladies bactériennes peut être très important pour certaines cultures, telles le chancre bactérien des agrumes dû à Xanthomonas citri subsp. citri qui a entraîné la perte de millions d'arbres aux États-Unis et au Brésil, ou la maladie de Pierce due à Xylella fastidiosa qui entrave la culture de la vigne dans certaines régions des États-Unis.
La plupart des bactéries phytopathogènes appartiennent aux genres suivants : Acidovorax, Agrobacterium, Burkholderia, Clavibacter, Erwinia, Pantoea, Pectobacterium, Pseudomonas, Ralstonia, Streptomyces, Xanthomonas, Xylella, Phytoplasma et Spiroplasma.

## Le monde des procaryotes

### Définition des procaryotes
Les procaryotes sont l’ensemble des organismes dont le matériel génétique n’est pas contenu dans un noyau délimité par une enveloppe. Leur structure cellulaire sans compartiment membranaire est très simple. Les procaryotes désignent ce que l’on appelle couramment les bactéries.
Pendant de nombreuses années, on a considéré que les procaryotes formaient un groupe suffisamment homogène pour former un règne à part entière. Or, depuis l’avènement de la biologie moléculaire, on a pu distinguer au sein de ce groupe deux sous-groupes distincts dont les chercheurs se sont accordés pour dire qu’il s’agissait de deux règnes différents : on sépare donc les archées (ou archées bactéries) des eubactéries (les vraies bactéries).
Les archées ne sont pas phytopathogènes pour les cultures. Ce sont les bactéries de « l’extrême ». Elles vivent dans les milieux très salés, très chauds, très profonds, ou sans oxygène. Il y a autant de différences d’un point de vue génétique, entre une archée et une eubactérie, qu'entre une eubactérie et un homme qui appartient au règne des eucaryotes.

### Organisation de la cellule bactérienne
Les maladies bactériennes chez les végétaux sont décrites depuis l’Antiquité : pourritures, nécroses, jaunissement, dépérissement, chancres, mais ce n’est que depuis l’avènement du microscope que la description de ces agents infectieux a pu se faire.

#### Deux types de parois
La plupart des bactéries possèdent une paroi rigide qui leur donne des formes très diverses. La nature de cette paroi est un critère important de la classification des bactéries.
Chez les bactéries, le composant principal est un peptidoglycane ; c’est une molécule en feuillet constituée en partie d’un enchaînement d’acide muramique qui forme des sortes de colliers de perles. Chaque collier est relié à un autre collier sur  sa longueur par des ponts protéiques.
Il existe deux types de parois bactériennes : on détermine leur nature par des colorations en laboratoire.
- Les bactéries Gram + fixent la coloration de Gram  (du nom de son inventeur), les bactéries apparaissent de couleur violette.

- Les bactéries Gram – ne  fixent pas la coloration et apparaissent roses après le traitement. En effet chez les bactéries Gram - la paroi bactérienne est doublée d’une nouvelle membrane riche en phospholipides et liposaccharides qui empêchent la coloration violette de se fixer. Les bactéries apparaissent de couleur rose.

Entre la membrane et la paroi des bactéries se trouve un espace périplasmique. Dans cet espace se trouvent des protéines, des sortes de « capteurs » qui permettent  à la bactérie d’appréhender son environnement : par exemple détecter la présence de substances toxiques, de nourriture, d’autres bactéries...

#### Des bactéries sans paroi
La section des mollicutes où l’on retrouve les phytoplasmes et les spiroplasmes, est caractérisée par l’absence de paroi. Ces bactéries prennent la coloration de Gram.

### La capsule et autres couches supplémentaires
- La capsule : c’est une enveloppe muqueuse assez épaisse qui peut venir doubler la paroi bactérienne. Cette capsule contient beaucoup d’eau et permet ainsi à la bactérie de survivre à la dessiccation, de lutter contre certains virus bactériophages et divers détergents.

- Le glycocalyx : ce nom désigne un réseau de polysaccharides (des sucres), qui permet à certaines bactéries d’adhérer à un support comme les vaisseaux du xylème des végétaux qu’elles parasitent.

- L’exopolysaccharide (EPS) : c’est une zone muqueuse qui diffuse dans le milieu autour de la bactérie lui permettant d’effectuer des reconnaissances et lui permettant de se protéger de la dessiccation

### Classification des bactéries

#### Classification phénotypique
Pour classer les bactéries, on peut utiliser des caractères morphologiques :
- leur forme et leur groupement,
- la présence de flagelles,
- la nature de la paroi.

L’utilité de ce mode de classification est assez réduite car les critères ne sont pas suffisamment précis pour discerner les différentes espèces.
Pour affiner la détermination des bactéries on utilise également leurs propriétés physiologiques : par exemple leur faculté à utiliser ou synthétiser certaines molécules. Cela implique de cultiver les bactéries étudiées dans des milieux  artificiels, ce qui n’est pas toujours possible.

#### Classification moléculaire
Les techniques moléculaires qui visent à connaître les séquences d’acides nucléiques (ADN et ARN) connaissent depuis plusieurs années un intérêt grandissant. Ces séquences constituent les marqueurs les plus fidèles d’une espèce. La technique la plus importante consiste à considérer le pourcentage de base C+G exprimé par rapport à l’ensemble des bases. Cette valeur est fixe au sein d’une espèce. De plus, on estime que certains gènes conservent les traces de l’évolution de l’espèce, leur séquençage permet ainsi d’établir les liens de parenté entre chaque groupe taxonomique.
Cette approche moléculaire a permis de revoir récemment le nom d’espèces ou des groupes.
Nous utiliserons dans ce livret l’approche moléculaire pour décrire les différents groupes taxonomique de procaryotes. Nous nous attacherons plus précisément à décrire les groupes les plus significatifs en ce qui concerne la protection des végétaux.
Le tableau synoptique  3i vous donne un aperçu de cette classification.
Les Pathovars
Les espèces de bactéries phytopathogènes sont sous-divisées en pathovar (abréviation pv). Le pathovar est l’entité montrant une spécificité parasitaire vis-à-vis d’une espèce particulière). L’espèce Xanthomonas transluscens, par exemple, présente de très nombreux pathovars qui s’attaquent aux céréales et graminées.
- Xanthomonas transluscens  pv undulosa
- Xanthomonas transluscens  pv cerealis
- Xanthomonas transluscens  pv graminis

...

#### Eubactéries non-phytopathogènes
Les eubactéries possèdent une diversité de métabolisme étonnant qui leur permet d’avoir des modes de vie particulièrement intéressants en ce qui concerne l’agronomie :
- Certaines bactéries fabriquent leur propre matière organique en utilisant de la matière minérale : en tant qu’autotrophes, elles jouent le rôle de producteur primaire dans les écosystèmes.

- D’autres vont vivre en se nourrissant de matière organique morte : elles sont saprophytes. Elles participent au recyclage de la matière dans les écosystèmes et constituent avec les champignons décomposeurs la microflore du sol.

- D’autres encore vivent en échangeant des services : elles sont symbiotiques. Ainsi, les bactéries Rhizobium vivent avec les racines des légumineuses. Elles captent l’azote atmosphérique qu'elles fournissent à la plante  et « en  échange » elles se nourrissent de la matière organique produite par la plante.

- D’autres enfin vivent au détriment d’autres organismes, elles sont parasites. chez  les animaux elles provoquent entre autres, des maladies telles que la tuberculose ou bien maladie du charbon. Elles  parasitent également les végétaux et produisent entre autres des galles, des chancres, des pourritures molles…

Des bactéries dans le yaourt ?!
Cette incroyable diversité de métabolisme et de mode de vie a été parfois détournée par l’Homme dans l’industrie agroalimentaire (la fabrication des yaourts par exemple) et aussi pour produire des végétaux génétiquement modifiés. Mais si leur utilisation dans l'alimentation (pour leur capacité à fermenter par exemple) date de la Préhistoire, leur découverte en elle-même n'a été permise qu'au XIXe siècle !

### Principaux groupes de bactéries phytopathogènes

#### Section des α –Protéobactéries
Ce groupe taxonomique contient le genre Bacterium. Mise au contact d’une blessure, la bactérie peut provoquer chez quasiment toutes les dicotylédones, des galles ou quelquefois la prolifération de racines.
Ce groupe contient également le genre Rhizobium qui vit en symbiose avec les racines de légumineuses.

#### Section des β-Protéobactéries
On retrouve le genre Burkholdéria qui provoque des flétrissements, des pourritures ou des nécroses. On retrouve également le genre Ralstonia solanacerum, responsable de maladies vasculaires en région tropicale.

#### Section des γ-Protéobactéries
On retrouve le genre Erwinia qui est responsable d’importantes maladies de plantes. Erwinia amylovora par exemple est responsable de nécrose sur les arbres fruitiers. Les genres Pectobacterium et Dickeya sont responsables de pourriture molle sur une large gamme de plantes. Les genres Xanthomonas  et Pseudomonas se retrouvent partout et comportent plus d’une centaine de pathovars. Xyllela fastidiosa est une bactérie parasite obligatoire des vaisseaux du xylème.
Dans la section des ε-Protéobacteries 
on retrouve de nombreuses espèces vivant dans les vaisseaux du phloème.
Dans le groupe des bactéries Gram+ dont le contenu C+G < 50%
On retrouve la section des mollicutes qui contient les phytoplasmes et spiroplasmes qui sont des bactéries sans paroi.. Cette spécificité induit un grand polymorphisme et une insensibilité aux antibiotiques inhibant la synthèse des parois. Ces bactéries se font souvent transportés par des insectes vecteurs pour coloniser les vaisseaux conducteurs dans lesquels elles vivent.
Dans le groupe des bactéries dont le contenu C+G>50 % 
On retrouve les corynéobactéries. Les espèces les plus dommageables sont clavibacter michiganenese subsp  sepedonicum provoquant la maladie de la nécrose annulaire de la pomme de terre, tandis que C. michiganese subsp michiganense cause le flétrissement de la tomate. Ce groupe contient également le genre Streptomyces, procaryote possédant la structure d’un pseudo mycélium (forme proche de celui des champignons).

## Développement des bactéries

### Multiplication des bactéries
Quand elles se trouvent dans un milieu propice les bactéries peuvent se multiplier à une allure vertigineuse. Une population de bactérie peut doubler toutes les 20 minutes en fonction de :
- la disponibilité en nutriment,
- la présence d’autres bactéries concurrentes,
- la présence de prédateurs (par exemple des paramécies),
- la présence d’antibiotiques produits par des champignons ou  des actinomycètes (bactéries filamenteuses) : les antibiotiques inhibent la synthèse de la paroi bactérienne entraînant leur mort.

### Multiplication des bactéries et diversité génétique
Le mode de multiplication favori des bactéries est la multiplication par  mitose aboutissant à une colonie de clones. Cependant, dans certaines conditions, les bactéries se mettent à échanger des gènes, ce processus permet de produire une nouvelle variété potentiellement plus résistante : plus de gènes = plus de possibilité d’être résistant.
Il existe trois mécanismes de transfert de gènes entre les cellules : la transformation, la transduction et la conjugaison.
Cette faculté d’échanger des gènes aussi facilement explique le succès des bactéries pour coloniser tous les milieux, y compris les plus inhospitaliers, et ce depuis l’apparition de la première bactérie dans les océans il y a 3,5 milliards d’années.

## Les maladies bactériennes chez les végétaux

### Principaux symptômes des bactérioses

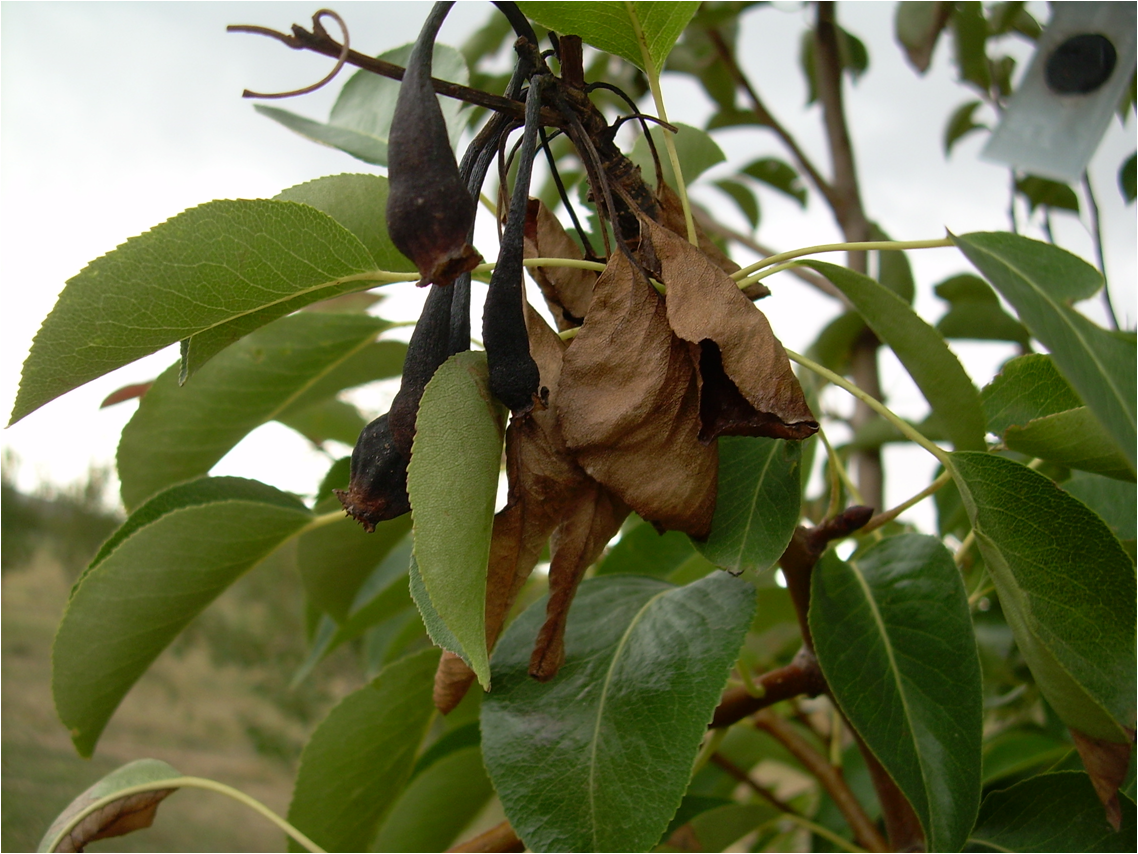
Brûlure des feuilles sur poirier (Pyrus communis) atteint par le feu bactérien (agent pathogène : Erwinia amylovora).

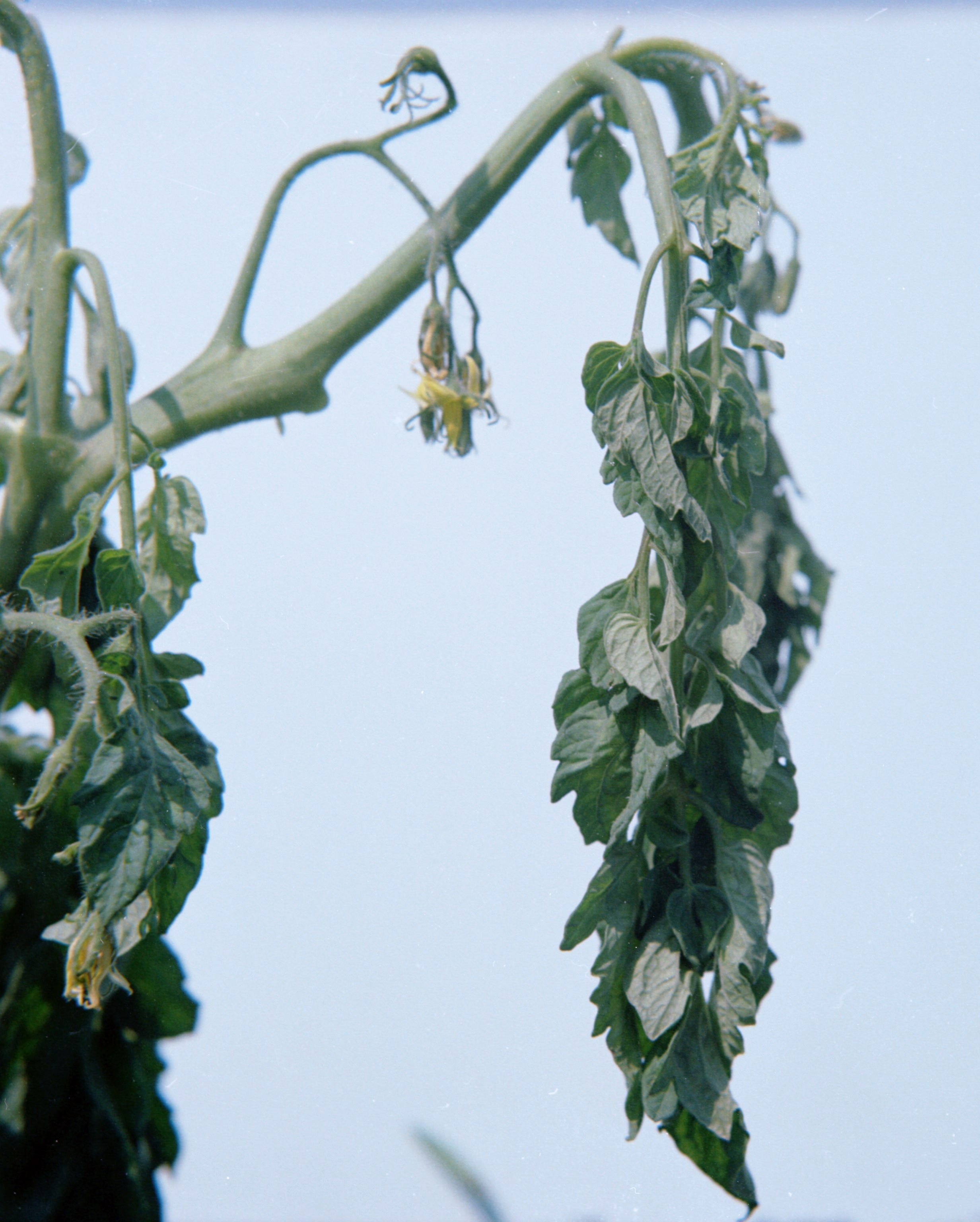
Flétrissement d'un plant de tomate (Solanum lycopersicum) dû à Ralstonia solanacearum).

Les symptômes des infections bactériennes chez les plantes ressemblent beaucoup à ceux des maladies fongiques.
Il s'agit notamment de taches foliaires, nécroses et brûlures, de tumeurs et galles, de flétrissement vasculaire (trachéobactériose), de chancres et exsudations gommeuses, de pourritures molles, de gales sur les organes de réserve souterrains.
Une même bactérie peut provoquer des symptômes différents sur différents organes :
- les nécroses et les brûlures : ce sont des attaques localisées qui aboutissent à la mort lente des cellules ; la feuille présente des petites plaques de cellules mortes et sèches ;
- les tâches huileuses ou pourriture molles : l’attaque des bactéries se matérialise par une prolifération rapide qui détruit les tissus sous-jacents, la prolifération des bactéries se réalise dans un amas visqueux ;
- les galles ou tumeurs : il s’agit d’une prolifération anarchique des cellules de la plante hôte provoqué par les bactéries ;
- les trachéobatérioses : il s’agit d'une prolifération à l’intérieur des tissus conducteurs de la plante hôte ; les feuilles se flétrissent du côté des tissus atteints.

### Mode d'action des bactéries phytopathogènes
La dynamique épidémique de maladies bactériennes se traduit par plusieurs événements qui constituent le cycle infectieux de base :
- phase de conservation de l’inoculum,
- phase d’infection,
- phase de dispersion.

#### Phase de conservation
Certaines bactéries sont capables pour résister de former des structures de protection : les spores.
Les spores sont capables de résister à des températures de 70 à 80 °C, aux rayons UV et X, aux antiseptiques, à la dessiccation. Placées en conditions favorables, elles « germent » pour redevenir des cellules actives.
Les bactéries parasites sont souvent naturellement présentes à la surface des organes aériens des plantes, on dit qu’elles vivent en épiphyte. Cette phase épiphyte est favorisée par un degré d’humidité important. À cet égard, la présence de la capsule et des exo-polysaccharides joue un rôle important dans leur capacité à résister à la dessiccation.

#### Phase d’infection
L’infection se fait le plus souvent de façon aléatoire, par les ouvertures naturelles, stomates, lenticelles, ou des blessures. Les plaies peuvent être causées de plusieurs façons, notamment par des insectes phytophages. Le sol et la rhizosphère (la zone proche des racines) constituent un milieu de survie de nombreuses bactéries phytopathogènes.
Les phytoplasmes et spiroplasmes qui sont des bactéries parasites obligatoires des tissus conducteurs des végétaux, ils ne peuvent pas vivre de façon saprophyte. Entre deux cultures, ces agents se conservent dans les plantes pérennes, bisannuelles ou bien dans les insectes vecteurs. En effet, à l’image des phytovirus, certaines bactéries peuvent être transportées par des insectes qui ingèrent les bactéries (plus précisément des phytolasmes), les bactéries se développent dans l’insecte avant de pouvoir être à nouveau transmises lors d’une nouvelle piqûre.
Une fois à l’intérieur de la plante, les bactéries croissent rapidement. Elles produisent plusieurs composés : des enzymes protéases (qui hydrolysent les protéines), pectinases (qui hydrolysent la pectine, un composant essentiel de la paroi végétale), les amylases et lipases (qui hydrolysent l’amidon et les lipides).
Le développement de certaines bactéries dans les tissus conducteurs, empêche la circulation normale des sèves provoquant des trachéobactérioses.
D’autres bactéries du genre Agrobacterium pratiquent la colonisation génétique provoquant des proliférations cellulaires et des tumeurs chez la plante.

#### Phase de dispersion
La pluie joue un rôle très efficace dans la dispersion de bactéries présente sur les feuilles ou sur le sol.
Les exsudations bactériennes muqueuses peuvent sécher et se transmettre par le vent.
Les insectes pollinisateur peuvent transmettre les bactéries quand celles–ci attaquent les  fleurs (cas du feu bactérien chez les poiriers communs)
Les insectes piqueurs jouent le rôle de vecteurs des bactéries qui vivent dans les tissus conducteurs.
Les machines agricoles peuvent également transmettre les bactéries en remuant le sol.

### Évolution des stratégies parasitaires chez les bactéries phytopathogènes
La tendance évolutive dans les stratégies de parasitisme est marquée par un passage progressif d’un parasitisme de faiblesse facultatif, la bactérie pouvant attaquer une large gamme d’hôtes, à un parasitisme obligatoire, la bactérie est en relation étroite avec certains hôtes.
Toutes ces stratégies se retrouvent chez les bactéries phytopathogènes, les types de parasitismes les plus « évolués » impliquent des mécanismes de reconnaissance poussés entre la bactérie et la plante hôte.
Le parasitisme génétique
La bactérie du genre Agrobacterium pratique la colonisation génétique. Elle intègre son plasmide au génome des plantes qu’elle infecte. Grâce aux gènes plasmidiaux, la plante synthétise deux nouvelles molécules :
- d’une part, l’opine qui est un composé dont se nourrit la bactérie,
- d’autre part, l’auxine qui est une hormone de croissance.

Cette hormone provoque la multiplication cellulaire aboutissant à une tumeur ou à une prolifération anormale de racines. Ce processus est détourné par l'homme pour la création de plantes génétiquement modifiées : Le gène tumoral virulent est alors remplacé par un gène d’intérêt agronomique par exemple le gène Bt, qui sera alors exprimé par la plante.

## Méthodes de lutte

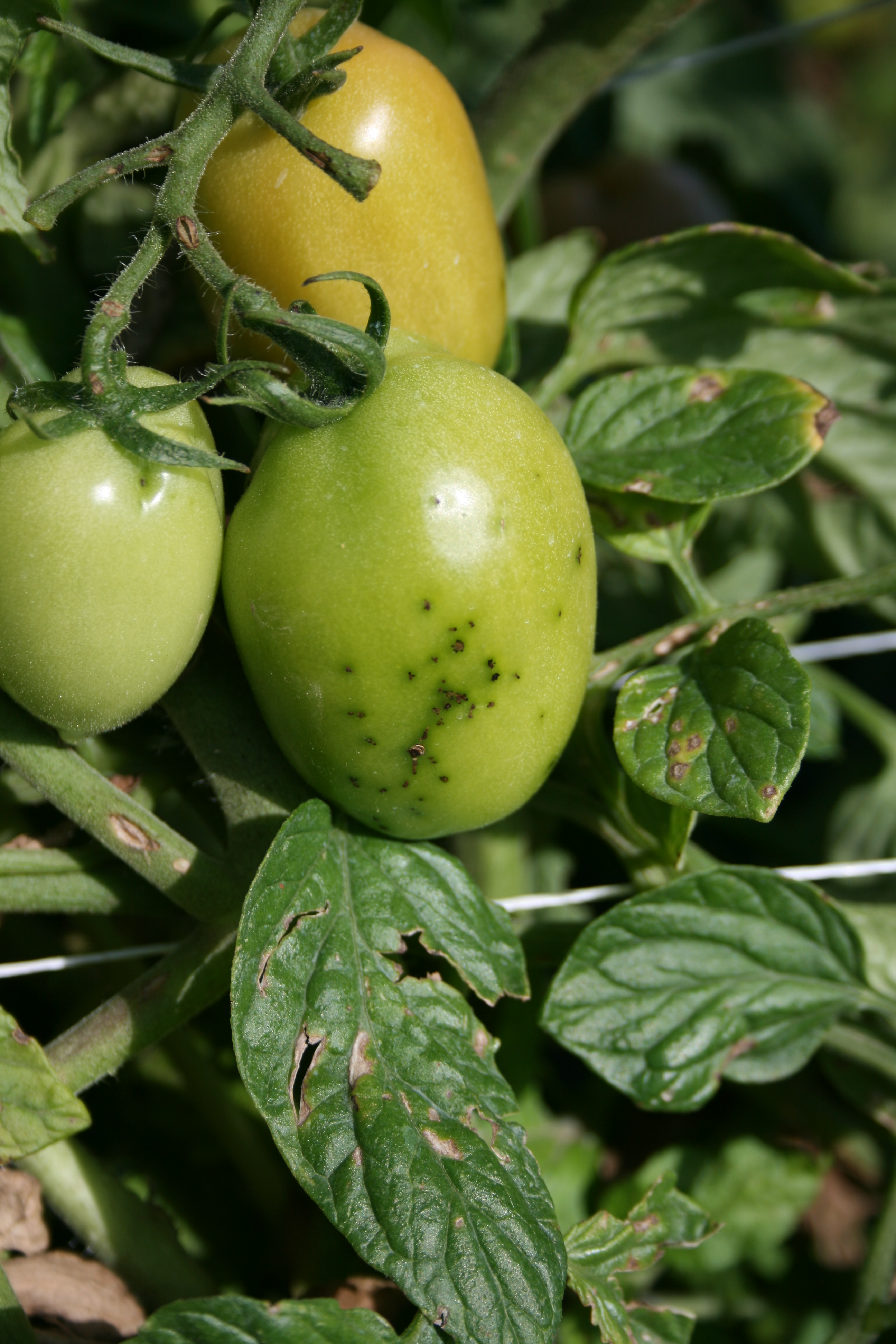
Symptômes de la moucheture bactérienne sur tomates.

Bien que la culture de variétés résistantes aux maladies soit l’un des meilleurs moyens de combattre les phytopathogènes bactériens, elle n’est pas infaillible. Ces petites créatures dont la capacité d’adaptation est très élevée mutent pour attaquer même les variétés les plus résistantes. L'agent pathogène de la moucheture bactérienne de la tomate, Pseudomonas syringae pv. tomato, a déjà démontré cette propriété dans les champs de l'Ontario. La race 1 de cette bactérie infecte les variétés portant le gène Pto de la résistance à la moucheture. Actuellement, nous n’avons pas de variétés de tomate résistantes à la tache bactérienne et au chancre bactérien.
Parmi les pulvérisations foliaires disponibles, les composés de cuivre sont les plus efficaces pour lutter contre les maladies, surtout quand ils sont appliqués tôt dans la saison. Cependant, l’efficacité de la lutte dépend des conditions environnementales : plus il pleut, moins les pulvérisations sont efficaces. De plus, des pulvérisations cupriques excessives peuvent mener à la formation de populations de pathogènes résistantes au cuivre. Cette situation est déjà survenue dans les champs de tomates de la Californie et de la Floride.
Une autre façon de diminuer la fréquence des maladies est d’empêcher les agents pathogènes d’entrer en contact avec les plants en bonne santé. Pour ce faire, il faut recourir à une désinfection efficace des sols, à une bonne rotation des cultures et à du matériel végétal exempt de pathogène.

### Prévention
- Éviter l’excès d’humidité, 
  - drainage,
  - contrôle de l’irrigation ;
- Éliminer des plantes malades, les débris
- Éviter d’endommager les tissus végétaux
- Pratiquer la rotation culturale
- Désinfecter les semences 
  - hypochlorite de Na/Ca,
  - formaldéhyde,
  - oxychlorure de cuivre,
  - traitement à la chaleur.
- Désinfecter le  matériel 
  - hypochlorite de Na/Ca, détergents, formol,
- Désinfecter le sol par traitement vapeur – solarisation
- Utiliser des variétés résistantes

### Traitements chimiques
- Produits cupriques 
  - sulfate de cuivre ammoniacal
  - oxychlorure de cuivre
- Sodium orthophénylphénate
- Action de certains fongicides 
  - Foséthyl-aluminium (alliette)

### Traitement antibiotiques
Les traitements antibiotiques sont interdits dans la plupart des pays pour des raisons sanitaires (sauf dans certains cas, feu bactérien en Belgique par exemple) ;
Streptomycine, Terramycine, Agrimycine, Kasugamycine

### Utilisation de bactéries antagonistes
On peut volontairement introduire dans une parcelle une bactérie inoffensive pour la plante mais qui présente des antagonismes fort avec une bactérie particulièrement pathogène. Par exemple on utilise Erwinia herbicola contre  E. amylovora.

### Lutte biologique
L'organisation internationale de lutte biologique définit cette pratique comme étant l'utilisation d'organismes vivants pour prévenir ou réduire les dégâts causés par les ravageurs et agents phytopathogènes. Cette définition est sujette à discussion, des divergences existant sur la place ou non de la résistance génétique dans cette catégorie.
Les pesticides biologiques sont des dérivés de matériels naturels tels que les végétaux, animaux, microorganismes et certains minéraux. L'agence Américaine de la protection environnementale (EPA) classe les biopesticides dans trois catégories:
-Les pesticides microbiens: dont l'ingrédient actif est un microorganisme (bactérie, virus, champignon, protozoaire...)
-Les pesticides d'origine végétale: molécules produites par les plantes, y compris celles produites par des OGM.
-les pesticides biochimiques, qui interfèrent avec la croissance ou la reproduction du ravageur

#### Modes d'action
La protection apportée par un agent de lutte biologique est basé sur plusieurs mécanismes, dont les principaux sont présentés ci dessous. La connaissance des modes d'action en lutte biologique est fragmentaire, les interactions étant souvent étudiées in-vitro. La recherche de ces mécanismes est souvent basée sur la corrélation entre la production in-vitro de facteurs d'inhibition et leur capacité à nuire au pathogène in-planta.

##### Compétition
Un agent de lutte biologique entre en jeu avec l'organisme pathogène lorsqu'ils consomment simultanément le même composé. L'agent doit utiliser rapidement les éléments nutritifs qui sont sur les organes de la plante, de sorte à couper l'alimentation du pathogène ou d’empêcher son installation. La concurrence peut se produire lorsque l'agent de lutte biologique diminue la disponibilité d'une substance particulière limitant ainsi la croissance de l'agent pathogène. Par exemple, la concurrence du fer dans les sols alcalins peut être un facteur limitant pour la croissance microbienne dans ces types de sols. On a également une compétition pour l'oxygène et l'espace.

##### Antibiose
L'antibiose correspond à la sécrétion de substances antibiotiques par les microorganismes, provoquant ainsi des irrégularités dans la germination, la sporulation ou la croissance mycélienne dans le cas des champignons. Les antibiotiques produits sont un moyen de lutte efficace, qui présente néanmoins des risques, notamment d'apparition de résistances. Chez Agrobactérium radiobacter, l'agent de lutte biologique contre agrobactérium tumefaciens, des cas de résistances ont été observées. Cette technique soulève également des interrogations en ce qui concerne la santé des consommateurs.

##### Induction de résistances chez l’hôte
Exemple de Agrobactérium Radiobacter:
Agrobactérium Tumefaciens est une bactérie présente dans le sol qui provoque le développement de la galle du collet. Il a été isolé des souches d'Agrobactérium Radiobacter car elles possèdent des propriétés antagonistes vis-à-vis de A.Tumefaciens. Dans les pépinières, on trempe les racines des arbustes de fruitiers dans une solution contenant A.Radiobacter. Cette souche de A.radiobacter est la K84, elle possède les plasmides pagk434, pNoc, pAgK84. pAgK84 possède un gène qui code l'agrocine 84 qui joue le même rôle que l'adénine. Chez A.Tumefaciens l'adénine inhibe la synthèse d'ADN, donc cela conduit à la mort de la bactérie pathogène. Toutefois, cette technique a connu ses limites, notamment lors du transfert du plasmide pAgK84 ou les souches pathogènes deviennent résistantes à la bactériocine.

#### Principaux agents de lutte biologique
| Antagonistes                        | Espèces ciblées                                                  | Nom commercial                               |
| ----------------------------------- | ---------------------------------------------------------------- | -------------------------------------------- |
| Agrobactérium Radiobacter souche 84 | Agrobacterium tumefaciens                                        | Galltrol-A Norbac 84-C Nogall Diegall        |
| bacillus subtilis                   | Fusarium, Rhizoctonia, Aspergillus, Phytium, Alternaria...       | HiStick N/T Epic Compagnon Kodiak Rhizo-plus |
| Burkholderia cepacia                | Rhizoctonia                                                      | Deny Blue circle Precept                     |
| Pseudomonas cepacia                 | Fusarium, Phytium                                                | Intercept                                    |
| Ralstonia solanacearum              | Ralstonia solanacearum                                           | PSSOL                                        |
| Streptomyces griseovirides          | Fusarium spp, Alternaria, Brassicola, Phomopsis spp, Phytium spp | Mycostop                                     |

## Les dix principales bactéries phytopathogènes
Selon une enquête internationale menée en 2012 auprès de bactériologistes par la revue Molecular Plant Pathology, les dix espèces ou genres de bactéries phytopathogènes les plus importants, en tenant compte tant des aspects scientifiques qu'économiques seraient les suivants
1. pathovars de Pseudomonas syringae, les nombreux pathovars de cette espèce provoquent des maladies de grande importance économique et ont joué un grand rôle dans l'appréhension scientifique de la pathogénicité bactérienne ;
2. Ralstonia solanacearum, agent de bactérioses vasculaires dans diverses cultures de grande importance économique (bananier, tabac, pomme de terre, etc.) ;
3. Agrobacterium tumefaciens, doit sa place dans ce classement principalement à son importance scientifique ;
4. Xanthomonas oryzae pv oryzae, agent d'une des plus graves maladies du riz ;
5. pathovars de Xanthomonas campestris, responsables de nombreuses maladies des plantes cultivées dans le monde ;
6. Xanthomonas axonopodis pv manihotis, agent de la bactériose vasculaire du manioc ;
7. Erwinia amylovora, agent du feu bactérien des arbres fruitiers ;
8. Xylella fastidiosa, responsable de nombreuses maladies de cultures de grande importance économique, notamment la maladie de Pierce de la vigne ; c'est aussi la première bactérie phytopathogène dont le génome a été séquencé ;
9. Dickeya (D. dadantii et D. solani), agents de maladies de la pomme de terre ;
10. Pectobacterium carotovorum (et P. atrosepticum), agents de maladies (pourritures molles chez diverses cultures, notamment la betterave et la pomme de terre.